# Cel-shading

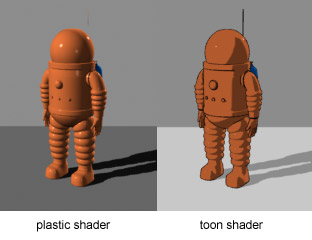
Oggetto con cel-shader elementare (anche detto toon shader) ed evidenza dei contorni.

Il cel-shading o cel shading è uno stile non fotorealistico di visualizzazione di modelli 3D. Finalizzato a far apparire questi ultimi come se fossero disegnati a mano, con spessi bordi neri a simulare un segno tradizionale e colorazione a tinte unite. Questa tecnica è quindi utilizzata spesso per imitare lo stile grafico dei fumetti o dei cartoni animati tradizionali. Il suo impiego ha trovato spazio soprattutto nella realizzazione di opere di animazione, in particolare di anime giapponesi, ma anche nei videogiochi.
La denominazione è di origine inglese, deriva dal termine con cui si indica il tradizionale foglio di acetato trasparente, cel, sul quale vengono realizzati i disegni nel processo di animazione 2D, e dal termine to shade, ombreggiare.

## Procedimento

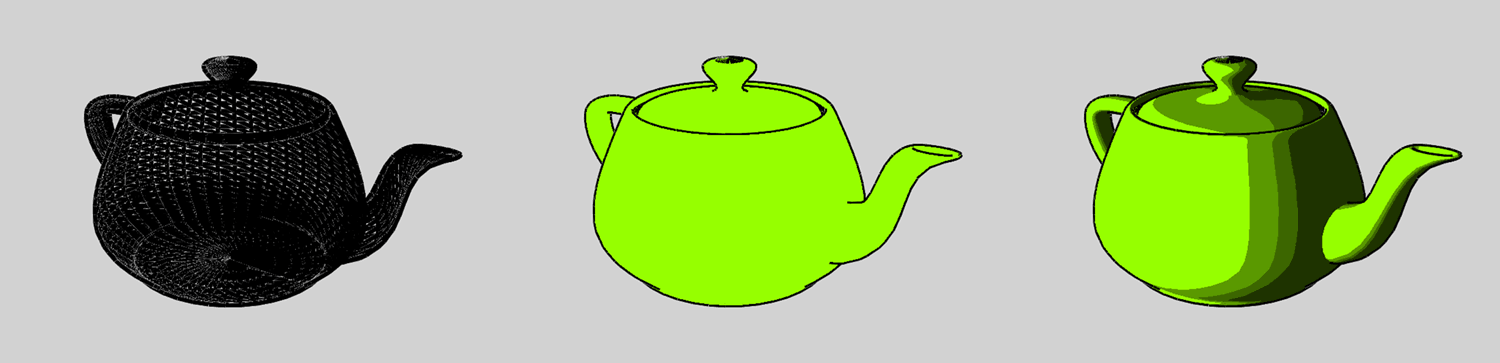
Il procedimento di cel-shading:
1) le facce interne vengono disegnate con spesse linee nere;
2) l'oggetto è ricoperto con una texture di base;
3) ombreggiatura e rendering con tonalità di colore limitate.

Il procedimento del cel-shading inizia nel momento in cui il modello 3d di riferimento viene disegnato a schermo, ossia nella fase del rendering. Per rendere i contorni dell'oggetto con le linee nere, si ricorre all'inversione del backface culling per ottenere una silhouette nera dell'oggetto tridimensionale, su cui viene applicata una texture. In seguito vengono selezionate poche tonalità per ciascun colore della superficie, con il risultato di una maggiore piattezza dell'immagine.
Questa tecnica è spesso utilizzata come passaggio finale, dopo la realizzazione di tutte le altre operazioni di rendering, come l'illuminazione e la resa dei vari fattori ambientali.